# Ben Kleineschay
Benjamin „Ben“ Kleineschay (* 6. Oktober 1999 in Osseo, Michigan) ist ein thailändisch-US-amerikanischer Eishockeytorwart, der seit 2023 bei Aware in der Siam Hockey League unter Vertrag steht.

## Karriere
Ben Kleineschay begann seine Karriere als Eishockeyspieler beim Team der Osseo High School in seiner Heimatstadt. Seit 2020 spielt er in der thailändischen Siam Hockey League, wo er nach Stationen bei Novotel und den Lexicon Lumberjacks seit 2023 für Aware spielt.

### International
Für Thailand spielte stand Kleineschay erstmals bei der Weltmeisterschaft der Division III 2022, als er mit der höchsten Fangquote zum besten Torhüter des Turniers und besten Spieler seiner Mannschaft gewählt wurde. Auch bei den Weltmeisterschaften 2023, als er nach dem Taiwaner Hsiao Po-yu die zweitbeste Fangquote des Turniers erreichte, und 2024, als er mit der höchsten Fangquote und dem besten Gegentorschnitt auch erneut zum besten Torhüter des Turniers gewählt wurde, spielte er in der Division III. Dabei gelang den Thailändern 2024 der erstmalige Aufstieg in die Division II.

## Erfolge und Auszeichnungen
- 2022 Aufstieg in die Division III, Gruppe A, bei der Weltmeisterschaft der Division III, Gruppe B
- 2022 Bester Torwart und höchste Fangquote bei der Weltmeisterschaft der Division III, Gruppe B
- 2024 Aufstieg in die Division II, Gruppe B, bei der Weltmeisterschaft der Division III, Gruppe A
- 2024 Bester Torwart, höchste Fangquote und geringster Gegentorschnitt bei der Weltmeisterschaft der Division III, Gruppe A